# تهاجم عراق به ایران (۱۳۵۹)

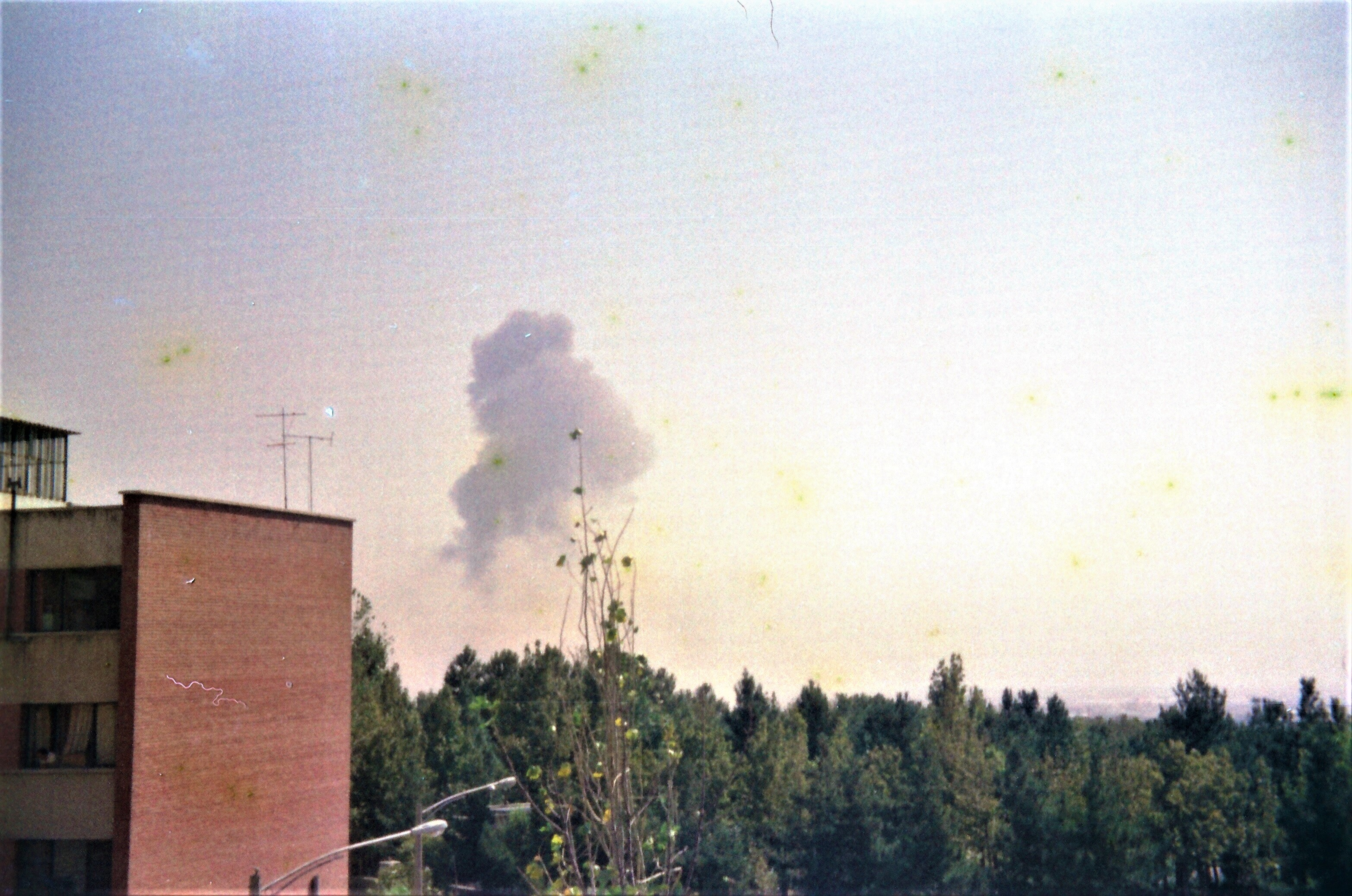
دود انفجار حملهٔ نیروهای عراقی به فرودگاه مهرآباد تهران در ۳۱ شهریور ۱۳۵۹

عراق در ۳۱ شهریور ۱۳۵۹ (۲۲ سپتامبر ۱۹۸۰) حمله به ایران را آغاز کرد. نیروهای عراقی قصد داشتند نواحی بزرگی از جنوب غرب ایران را اشغال کنند.در نخستین روزهای حملهٔ ارتش عراق به خاک ایران، حدود سی هزار کیلومتر مربع از خاک ایران به اشغال آن‌ها درآمد. طی دو روز نخست حمله، نیروهای عراقی به هیچ یگان نظامی ایرانی که در حد تیپ باشد، برنخوردند. در واقع آن‌زمان ایران فقط دو لشکر از نیروهای مسلح و دو لشکر موتوریزه پیاده‌نظام در غرب کشور داشت که آن‌ها هم همگی از مرزها فاصله گرفته بودند. در این روزها، واحدهای گوناگون نیروی زمینی ارتش جمهوری اسلامی ایران به دلیل از هم پاشیدگی با تأخیر توانستند خود را به جبههٔ جنوب برسانند و توان مقابله پایاپای با عراق را نداشتند.
نیروی زمینی عراق از سه جبهه و در هر جبهه با یک سپاه یورش زمینی خود را آغاز کرد. سپاه اول از جبههٔ شمالی، حدود ۲۵ کیلومتر در اطراف قصر شیرین پیشروی کرد و سپاه دوم از جبهه میانی و در اطراف مهران، هردو پس از برخورد به مناطق کوهستانی متوقف شدند. این حملات برای پشتیبانی از حملهٔ اصلی در خوزستان انجام شد. صدام تصور می‌کرد که مورد استقبال مردم خوزستان که بخشی از آنان عرب یا عرب‌زبان بودند قرار خواهد گرفت. هدف اولیهٔ بخش جنوبی ارتش عراق، تصرف برق‌آسای شهر مرزی خرمشهر و پس از آن آبادان، اهواز، دزفول و شوشتر و سوسنگرد بود. عراق کسب این هدف را یک پیروزی استراتژیک برای خود تلقی می‌کرد. پس از تصرف خرمشهر، ارتش عراق موفق شد در اواخر آبان، شهر آبادان را محاصره کند. عراقی‌ها که بر حمایت عرب‌های خوزستان از ارتش خود، دست‌کم در شمال خوزستان حساب کرده‌بودند، بازهم ناکام ماندند. حملات پیاپی عراق برای تصرف شهرهای سوسنگرد و اهواز عقیم ماند و ارتش عراق شانس غافلگیری را به‌خاطر مقاومت یک گروه کوچک مردمی از دست داد. گفتنی‌است که حداکثر پیشروی نیروهای عراقی در جبههٔ جنوبی که در اثر غافلگیری نیروهای ایرانی صورت گرفت، تا ۱۵ کیلومتری شهر اهواز بود.
نقشهٔ اولیه صدام، یک پیروزی سریع در حداکثر چند هفته بود. بسیاری هرگز پیش‌بینی شکست عراق در دستیابی به این اهداف و آغاز یک جنگ فرسایشی طولانی را نمی‌کردند. عراقی‌ها برنامه‌ای برای حفظ خاک ایران در مدتی طولانی نداشتند. با این حال جمهوری اسلامی حاضر به مذاکره نبود، آن‌هم در شرایطی که نیروهای عراقی تا آن حد در خاک ایران پیشروی کرده بودند. ضمن این‌که روحانیت حاکم بر ایران علاقه‌مند به گسترش جنگ و استفاده از آن برای دستیابی به مقاصد خود بود.

## پیش‌زمینه
در سال ۱۳۵۸ تعداد ۸۴ مورد و در ۶ ماههٔ اول سال ۱۳۵۹ نیز ۵۵۲ مورد (جمعاً ۶۳۶ مورد) تجاوز مرزی از سوی عراق به خاک ایران انجام شد. که ۴۹۰ مورد از این تجاوزها از سوی وزارت امور خارجه وقت علی‌اکبر ولایتی با اسناد معتبر به سازمان ملل گزارش شد.

## آمادگی ایران

### گزارش‌های ارتش
علی‌رغم این‌که تدارکات مالی و تسلیحاتی عراق که نشان از برنامه‌ریزی و قصد آغاز جنگ بود بارها از سوی ارتش ایران به مقامات سیاسی گزارش داده شد، این گزارش‌ها به‌دلیل بی‌اعتمادی که نسبت به ارتشی که به‌عنوان یادگار دوران شاهنشاهی شناخته می‌شد هرگز از سوی انقلابیون تازه به حکومت رسیده جدی تلقی نگشته و حتی مشکوک در نظر گرفته شد. در آبان ۱۳۵۸ (۱۰ ماه پیش از حملهٔ عراق) نیروی زمینی ارتش ایران، طرحی مقابله‌ای را برمبنای اطلاعاتی که از رصد تحرکات مالی و تسلیحاتی عراق به دست آورده بود تدوین می‌کند. این گزارش‌ها شامل اطلاعاتی از اقدامات ارتش عراق در سازماندهی نیروهایش بود که شامل خرید ۵/۹ میلیارد دلار تجهیزات جدید نظامی از شوروی، خرید بالگرد از ایتالیا و خرید هواپیمای نظامی از فرانسه و نیز کمک‌های مالی دریافتی عراق از دیگر کشورهای عربی بود. عراق ۱۵ میلیارد دلار از عربستان، ۵ میلیارد دلار از قطر، ۵ میلیارد دلار از امارات و ۱۲ میلیارد دلار از کویت کمک مالی گرفت. مصر نیز تجهیزات بسیاری به عراق داده بود. در آن زمان، دشمنان اصلی که برای عراق در منطقه می‌شد متصور بود، ایران و سوریه بودند، و نارضایتی صدام از انعقاد اجباری معاهده ۱۹۷۵ الجزایر و انقلاب ۱۳۵۷ علنی بود.
بعدها بارها در بولتن‌های نظامی و در زمان‌هایی نزدیک‌تر به موعد آغاز حمله گزارش‌هایی از قبیل پیشروی توپخانه ارتش عراق، ثبت تیر، حرکت تانک‌ها و تقویت پاسگاه‌ها از دیگر نشانه‌هایی بودند که گویای احتمال حملهٔ عراق به خاک ایران بودند. از سوی ارتش به دولت و مجلس گزارش شد، از جمله در خردادماه سال ۱۳۵۹، اما مورد اعتنا قرار نگرفت. ارتش بیکار نماند و در غیاب توجه از سوی مرکز، اقدام به تدوین طرحی ۷۶ صفحه‌ای با نام «طرح ابوذر» کرد. از سوی نیروی هوایی هم «طرح البرز» و از سوی نیروی دریایی نیز «طرح ذوالفقار» به‌طور جداگانه تدوین گشته و به لشکرها ارائه شدند. حتی نسخه‌ای این طرح‌ها نیز در اختیار سپاه نیز قرار گرفت.
در خرداد ۱۳۵۹ سرهنگ محمدمهدی کتیبه رئیس وقت اداره دوم ارتش، به مجلس رفت و اعلام کرد که براساس قرائن و شواهد، حملهٔ صدام به ایران حتمی است و ایران با توجه به شرایط موجود، آمادهٔ مقابله نیست. در مجلس اما کسی به این گزارش توجهی نکرده و پاسخ دادند که شیعیان عراق هرگز به صدام اجازهٔ حمله نخواهند داد.
در آن زمان، به واسطهٔ شرایط انقلابی حاکم بر جو آن روزگار، تعداد بسیاری از افسران ارتش را بازنشسته کرده بودند، برخی اعدام شده و تعداد بسیاری از ایران رفتند، و بسیاری از خدمهٔ تخصصی نیز به واحدهایی نامرتبط به تخصصشان منتقل شدند. در عین حال در نبود مستشاران نظامی فشار زیادی بر پرسنل ارتش برای سرپا نگه داشتند تجهیزات نظامی بود. در همین حال مدت زمان خدمت سربازی هم کاهش یافته بود. با این وجود، پیشتر و در فاصلهٔ میان فروپاشی نظام پادشاهی در ایران تا آغاز حملهٔ عراق، ارتش نیمه از هم پاشیدهٔ ایران، موفق شده بود به استعداد ۵۰ گردان نیروی زمینی به همراه هوانیروز و گردان ۱۳۵ از تیپ ۵۵ هوابرد شیراز و دو گردان تانک از لشکر ۱۶ زرهی قزوین در درگیری‌های کردستان حضور داشته باشد و طی مدت ۱۸ ماه امنیت را به آن‌جا بازگرداند.
در نهایت روز ۲۲ شهریورماه ۱۳۵۹ رئیس‌جمهور ابوالحسن بنی‌صدر، محمدعلی رجایی نخست‌وزیر، تیمسار ولی‌الله فلاحی رئیس ستاد مشترک، سرلشکر قاسمعلی ظهیرنژاد فرماندهٔ نیروی زمینی ارتش و سرلشکر جواد فکوری وزیر دفاع برای بازدید از شرایط مرز ایران–عراق به منطقهٔ غرب می‌روند. در این تاریخ دو نقطه از خاک ایران توسط عراقی‌ها گرفته شده بود. «عین خوش» و «میمک» که ۲۵ کیلومتر مربع وسعت داشت اما همچنان برخی سیاست‌مداران وقت در ایران، تهدید و تهاجم را باور نمی‌کردند.
افراد یادشده از هلی‌کوپتر پیاده می‌شوند و با خودرو به نقطهٔ دیگری می‌روند. پس از پیاده شدن از خودرو، عراق آن را با موشک مورد هدف قرار می‌دهد و منهدم می‌کند. پنج دقیقه بعد رادیو بغداد به اشتباه اعلام می‌کند که فرماندهٔ نیروی زمینی ارتش ایران و رئیس ستاد مشترک‌اش کشته شده‌اند. بنی‌صدر از همان‌جا با دفتر روح‌الله خمینی رهبر انقلاب تماس می‌گیرد و کسب تکلیف می‌کند. او پاسخ می‌دهد که «به ازای هر گلوله، هشت گلوله بزنید، اما به روستاها و شهرهای عراق حق ندارید حمله کنید.» تا این لحظه، خط مرزی هنوز در اختیار ارتش نبود چرا که بر اساس قوانین، پاسگاه‌های ژاندارمری مسئولیت مرزها را بر عهده داشتند.
از همین تاریخ، فرماندهان ارتش به رئیس‌جمهور بنی‌صدر که فرماندهی کل قوا را نیز در آن زمان بر عهده داشت پیشنهاد می‌دهند نیاز به آماده‌باش درجه یک است، در این شرایط بود که ارتش می‌توانست طرح‌های خود را اجرایی کند. بنی‌صدر در روز ۲۳ شهریورماه، یک روز بعد از این حادثه دستور آماده‌باش را صادر می‌کند. با اعلام این آماده‌باش به لشکرهای ۸۱، ۹۲ و ۲۸ که بیشتر در مرزها مورد خطر بودند دستور داده می‌شود که طرح‌های خود را ارائه کنند. لشکر ۲۸ طرح دفاعی «داوود» را ارائه می‌دهد. لشکر ۸۱ طرح «حر» و لشکر ۹۲ طرح «ابوذر» را در عرض ۲ روز در ۲۶ شهریورماه ارائه می‌دهند. در همین روز، صدام قرارداد ۱۹۷۵ الجزایر را پاره کرده و رئیس مجلس عراق نیز لغو آن را تصویب و اعلام می‌کند.
در واقع تهاجم عراق علیه ایران از ۲۶ شهریورماه ۱۳۵۹ آغاز شد، هرچند که حملهٔ علنی در روز ۳۱ شهریورماه صورت گرفت. تا آن زمان، جنگ به نوعی محرمانه بود اما با بمباران شهرها جنگ افشا شد و سرانجام آن تعداد از مسئولان که باور نمی‌کردند، عمیقاً متوجه شدند که کشور مورد حمله واقع شده است. در همین تاریخ یعنی ۲۶ شهریور تانک‌های ارتش آرایش گرفته بودند که پیشروی کنند اما واحدهای لشکرها در شهرها مستقر بودند. به‌عنوان مثال لشکر ۱۶ در شهر قزوین بود. لشکر ۷۷ در مشهد حضور داشت، لشکر ۳۰ در گرگان بود و تعدادی نیز در کردستان انجام وظیفه می‌کردند.
فرایند آغاز انتقال نیروهای ارتش به مرزها به‌دلیل بی‌اعتمادی به ارتش تا ۳۱ شهریور (روز حملهٔ علنی) آغاز نشد و مشکلات تا روز ۳۱ شهریور که عراق به شهرها حمله کرد، باقی بود. زمانی که ارتش قصد داشت لشکر ۱۶ را به خط مقدم بفرستد، تجهیزات و نیرو سوار قطار شدند اما آن‌ها را پیاده کردند. لشکر ۲۱ را اجازه ندادند از تهران حرکت بدهند و عده‌ای عنوان می‌کردند که این لشکر می‌خواهد کودتا کند. در نیروی هوایی هم شرایط به گونه‌ای بود که فقط افراد مورد اعتماد حق پرواز داشتند و حتی نصب هرگونه جنگ‌افزاری بر روی جنگنده‌ها می‌بایستی توسط افراد معتمد انقلابیون انجام می‌شد. هنگامی که ارتش قصد داشت لشکر ۷۷ خراسان را به مرز بفرستد استاندار خراسان مانع شده بود و اتهام وارد کرده بود که ارتش قصد دارد با تخلیهٔ نظامی شمال شرق کشور، زمینه را برای حملهٔ شوروی آماده کند. به لشکر ۹۲ که از اواخر خرداد و تیرماه نیروهایش را در مرزها مستقر کرده بود، دستور داده بودند که تمام نیروها را بازگرداند و همچنان به ارتش، اتهام کودتا وارد می‌کردند. سرهنگ منوچهر فرزانه که از ۱۰ ماه پیش از آغاز تهاجم عراق فرماندهی لشکر ۹۲ زرهی را بر عهده گرفته بود می‌گوید:
در اولین مراسم صبحگاه، نفراتم مرا هو کردند. آن‌قدر ایستادم تا از رو رفتند و ساکت شدند. گفتم برادران! کشور و انقلاب ما دشمنانی قدرتمند دارد. نابسامانی و به‌هم‌ریختگی زیاد است، اگر کوتاهی کنیم، بر ما غلبه پیدا می‌کنند و آبرویمان خواهد رفت. بیایید لشکر را از نو بسازیم.
صلوات فرستادند و استقبال کردند. متخصصان تانک و نفربر، پراکنده و گاه در ژاندارمری محل تولدشان مشغول به کار بودند. با حمایت تیمسار فلاحی همه را برگرداندم.
آموزش‌های نظامی و رزمایش‌ها برقرار و لشکر داشت عملیاتی می‌شد که معاونم تلفن زد و گفت تعدادی از افسران و درجه‌داران ما را دستگیر کرده‌اند. گفتم می‌آیم ببینم چه خبر است. در راه پادگان، عده‌ای مسلح نقاب‌دار از خودرو پیاده‌ام کردند و مرا با خود بردند و بعد از فشارهای روحی بسیار، دو هفته بعد از جنگ آزادم کردند.

از همه بدتر چند روزی به آغاز جنگ تعدادی از متهمان را به میدان صبحگاه لشکر می‌آورند و در مقابل همرزمانشان به رگبار می‌بندند. یکی از آنان در حال فوران خون از بازوانش فریاد می‌زده: «به خدا قسم ما خائن نیستیم». اگر آمریکا و شوروی عقل‌هایشان را روی هم می‌گذاشتند نمی‌توانستند یک چنین صحنهٔ وحشتناکی را برای تخریب روحیهٔ ارتش پیاده کنند. با این برخورد خشونت‌بار، نه تنها لشکر که تمامی ارتش درهم می‌شکند. کودتای نقاب آخرین حلقه از زنجیره توطئه‌های آشکار و پنهان علیه ارتش بود که صدام جرئت پیدا کند و بگوید سه‌روزه کار خوزستان و هفت‌روزه کار تهران را تمام خواهم کرد.
پس از ۵ روز نبرد سهمگین و انهدام بخش عظیمی از نیروهای ارتش در غرب و جنوب، هنوز دستور حرکت لشکرهای ۲۷ و ۲۱ پیاده، ۱۶ زرهی و ۸۸ زرهی به منطقه داده نشد، و بعد هم یگان‌های نیروی زمینی را به‌صورت گردانی که هدف بسیار مناسبی برای نابودی توسط دشمن بود، به مناطق اعزام می‌کردند. صدام اعلام کرده بود که تمام سرزمین‌های خود را از ایران پس خواهیم گرفت و وارد شدن به خاک ایران برای ارتش عراق آسان دانست. به تصور او در مقابل ارتش‌اش، هیچ ارتشی موجود نخواهد بود.

### طرح‌های عملیاتی ارتش ایران

#### طرح ابوذر نیروی زمینی
طرح ۷۶ صفحه‌ای «ابوذر» که دو ماه پیش از حملهٔ عراق و در تاریخ ۲۴ خرداد ۱۳۵۹ در پاسخ به اطلاعات کسب‌شده توسط ارتش در مورد حملهٔ عراق توسط معاونت عملیات نیروی زمینی تدوین شده بود، چهار مرحله داشت. ارتش، پیش‌بینی کرده بود که به‌دلیل کمبود نفرات، لازم است که افراد احتیاط به خدمت نظامی احضار شوند و این کار نیازمند چندین ماه زمان بود. مرحلهٔ اول طرح ابوذر مأموریت تأخیر در عملیات دشمن را به نیروهای موجود در منطقه جنوب و غرب استان خوزستان می‌دادند . استقرار روی موانع طبیعی، شامل رودخانهٔ کرخه در شوش و رودخانهٔ کارون در اهواز بخشی از این طرح بود؛ این دو منطقه، تنها نقاطی بودند که توان پدافند در مقابل دشمن را داشتند. مرحلهٔ دوم، طراحی و اجرای حملهٔ محدود برای عملیات شناسایی و آماده شدن نیروها برای عملیات آفندی بود. از اول جنگ تا هفت ماه پس از آن حدود ۲۴ عملیات آفندی محدود انجام شد تا نیروها آمادگی رزمی داشته باشند و روحیه‌شان ارتقاء یابد اما تا زمانی که نیروهای کمکی وارد خط مقدم نشده بودند، هدف از این عملیات‌ها بازپس‌گیری منطقهٔ خاصی نبود.
- مرحلهٔ ۱: نیروی زمینی در منطقه با ۴ لشکر و یک تیپ دفاع از مناطق خطوط مقدم را از شمال باختری تا جنوب اجرا می‌نماید. لشکر ۶۴ پیاده و لشکر ۲۸ پیاده به‌ترتیب در شمال، لشکر ۸۱ زرهی و تیپ ۸۴ پیاده در مرکز و لشکر ۹۲ زرهی در جنوب، لشکرهای در خط با اعزام عناصر تأمین، حرکت متجاوز را در زمین‌های بلافصل مرز به تأخیر می‌اندازند. تغییر مکان یگان‌های تقویتی و تیپ ۸۴ پیادهٔ خرم‌آباد برابر طرح تمرکزات اجرا می‌گردد. لشکر ۷۷ پیاده و مرکز آموزش بیرجند و لشکر ۸۸ زرهی، مرز خاوری را پوشش می‌نماید.
- مرحلهٔ ۲: پس از عقب‌نشینی عناصر تأمینی، یگان‌های نیروی زمینی به ترتیب زیر در منطقه دفاع می‌نمایند. لشکر ۶۴ و ۲۸ پیاده در شمال، لشکر ۸۱ زرهی و تیپ ۸۴ پیاده در مرکز و لشکر ۹۲ زرهی در جنوب، دفاع می‌نماید و پیشروی دشمن را در مواضع سَدکننده و پیش‌بینی‌شده، متوقف یا کند می‌نماید.
- مرحلهٔ ۳: نیروی زمینی برای انهدام نیروهای متجاوز، پس از آمادگی و انتقال یا برداشت نیرو از سایر مناطق دفاعی، به جلو رفته، پاتک نموده و مرز را ترمیم می‌نماید.
- مرحلهٔ ۴: نیروی زمینی بنا به دستور با ۳ لشکر زرهی در خط، لشکر ۸۱ زرهی در محور عمومی قصر شیرین، خسروی، خانقین، بغداد، لشکر ۱۶ زرهی در صورت برداشت از منطقه و تمرکز در خوزستان در محور عمومی عین خوش، علی‌غربی، کوت، لشکر ۹۲ زرهی در محور عمومی تنومه، بصره، ناصریه آفند نموده و نیروهای متجاوز را نابود می‌کند.[۱۹]

```
۱ج۳۶ هزار نفر خدمت منقضی‌های سال ۱۳۵۵ به خدمت احضار شدند که این حضور باعث ایجاد توان عملیاتی برای ارتش شد و بخشی از کمبود نیرو را جبران کرد. بعدها جوانان خدمتی سال ۵۶ را نیز احضار کردند که تنها حدود ۳۰ هزار نفر آمدند و مابقی طبق دستورالعمل‌های اداری مختار بودند که در بسیج ثبت‌نام کنند و به این ترتیب احضار نیروهای احتیاط پایان پذیرفت. عده‌ای از بازنشستگان یا بازخریدی‌های ارتش هم مجددا به کادر ارتش پیوستند و ارتش دوباره سازماندهی خود را به‌دست‌آورد، ولی همچنان تا مدتی بعد، آمادگی انجام عملیات بزرگ را نداشت.
```

در بخشی از طرح ابوذر، ارتش ۱۱ پیش‌فرض را در طراحی استراتژی جنگی در مقابل عراق در نظر گرفته شده بود:
- (۱) عملیات ارتش در کردستان ادامه داشته و تغییر مکان یگان‌های مستقر در منطقه امکان‌پذیر نمی‌باشد.
- (۲) احتمال پشتیبانی از یگان‌های ارتش جمهوری اسلامی ایران به‌وسیلهٔ کشورهای تدارک‌کنندهٔ قطعات یدکی بعید است.
- (۳) در خلال درگیری ارتش در مرزهای باختری، امکان تحریکاتی از جانب کشور افغانستان وجود دارد.
- (۴) از طریق کشور پاکستان تهدید متصور نیست، ولی احتمال برخورد با عناصر ضدانقلاب در جنوب شرقی کشور وجود دارد.
- (۵) در طول عملیات در غرب کشور، جنگ روانی از طریق کشورهای آمریکا، اسرائیل و مصر علیه ایران ادامه خواهد داشت.
- (۶) عراق همچنان از پشتیبانی لجستیکی و آموزشی کشور شوروی برخوردار خواهد بود.
- (۷) کشورهای حوزه خلیج فارس از لحاظ سیاسی و تسهیلات پایگاهی، کشور عراق را پشتیبانی خواهند نمود.
- (۸) کشور ترکیه در طول عملیات، بی‌طرفی خود را حفظ خواهد نمود.
- (۹) از آغاز عملیات برتری هوایی با کشور خصم می‌باشد.
- (۱۰) احتمال پشتیبانی شیعیان مقیم کشور عراق از کشور ایران وجود دارد.
- (۱۱) در طول عملیات، ارتش از پشتیبانی ملی به‌طور کامل برخوردار خواهد بود.[۲۱]

#### طرح البرز نیروی هوایی
پس از حملهٔ سراسری نیروهای عراقی، نیروی هوایی ایران در همان روز، دو مرحله به پایگاه‌های هوایی عراق حمله کرده و در روز بعد با ۱۴۰ فروند ض شکاری و بمب‌افکن همهٔ پایگاه‌ای هوایی دشمن (به غیر از الولید) را بمباران کرد. این عملیات بر اساس طرحی با عنوان طرح البرز انجام شد که در ۲۷ تیر ماه سال ۱۳۵۹ بر اساس راهنمای طرح‌ریزی ستاد مشترک و بهره‌گیری از طرح‌های عملیاتی سهند و سبلان که در سال‌های قبل از پیروزی انقلاب در نیروی هوایی موجود بودند توسط سرهنگ خلبان محمود قیدیان (معاون وقت عملیاتی نهاجا) و سایر افسران عملیات آن معاونت، تهیه و تصویب مقامات مسئول رسید. بخشی از متن مذکور به شرح ذیل است:
«از آن‌جا که جو سیاسی حاکم بر کشور، اجازهٔ پیش‌دستی به نیروی هوایی ارتش جمهوری اسلامی ایران را نمی‌هد، لذا هنگام بروز مخاصمات میان دو کشور ایران و عراق، نیروی هوایی عملیات خود را بر مبنای عملکرد انتقامی در برابر دشمن طرح‌ریزی می‌نماید.»
و این‌گونه با توجه به شرایط خاص آن زمان، به ناچار، اصل غافلگیری که از مهم‌ترین اصول نه‌گانهٔ جنگ است، در طرح البرز نادیده گرفته شد.

#### طرح ذوالفقار نیروی دریایی
۴۸ ساعت پیش از حملهٔ عراق نیروی دریایی ایران اتاق جنگ دریایی را در بوشهر تشکیل داد و پیشتر از آن طرحی موسوم به ذوالفقار را در تابستان ۱۳۵۹ و در واکنش به رزمایش بزرگی که عراق در فروردین همان سال در منطقه انجام داده بود تدوین کرده بود که سه هدف عمده را مدنظر قرار داشت:
1. از بین بردن نیروهای انسانی مهاجمان در دریا
2. منهدم کردن پایگاه‌های نفت عراق به نیت ایجاد فلج اقتصادی

- - محاصره دریایی عراق[۲۲]

نیروی دریایی ارتش در بیانیه‌ای که در تاریخ ۱ مهر ۱۳۵۹ صادر نمود چنین ابراز کرد:
«باتوجه به تجاوزات عراق بدین‌وسیله کلیهٔ مرزهای آبی نزدیک سواحل ایران منطقهٔ جنگی اعلام و کشور ایران اجازهٔ حمل کالا به بنادر عراق را به هیچ‌یک از کشتی‌ها نخواهد داد، و نیز برای امنیت کشتیرانی در خلیج فارس اعلام می‌دارد، پس از عبور کشتی‌ها از تنگه هرمز راه خود را طوری تغییر دهند که از ۱۲ مایلی جنوب ابوموسی و ۱۲ مایلی جزیرهٔ سیری و جنوب کیبل‌بنک و از ۱۲ مایلی جنوب غربی جزیرهٔ فارسی عبور نمایند. کشور ایران تعهدی در برابر سرپیچی‌کنندگان از این اعلامیه نخواهد داشت.»

## استراتژی عراق
به گفتهٔ مقامات سابق ارشد عراق، وظیفهٔ اصلی ارتش عراق در یورش اولیهٔ خود این بود که توپخانه ایران را از مرزهای عراق دور کرده تا قادر به بمباران شهرهای عراقی، به‌ویژه بصره، نباشند. این کار بایستی در طول سه تا هفت روز انجام می‌شد و سپس بغداد برای مذاکره با تهران وارد عمل می‌شد. این طرح بر اساس استراتژی جنگی استاندارد عربی آن دوران تهیه شد که بر یورش سنگین نخست و سپس مذاکره بر اساس «وضعیت جدید» تأکید داشت؛ بنابراین نیروهای عراقی در خاک ایران قرار نبود بیش از ۴۰ کیلومتر پیشروی کنند و هیچ برنامه‌ای برای حفظ خاک ایران در مدتی طولانی وجود نداشت. با این حال ایرانی‌ها حاضر به مذاکره نبودند، آن‌هم در شرایطی که نیروهای عراقی تا آن حد در خاک ایران پیشروی کرده بودند. ضمن این‌که روحانیت حاکم بر ایران علاقه‌مند به گسترش جنگ و استفاده از آن برای دستیابی به مقاصد خود بود. ارتش عراق هرچند به خوبی مجهز شده بود اما آمادگی کاملی برای جنگ نداشت و البته ایرانی‌ها از این نظر در وضعیت نامناسب‌تری قرار داشتند. حملات تانک‌های عراقی در دشت‌های میان شهرهای ایران صدمات سختی را به واحدهای پراکندهٔ ایرانی در طول خط مقدم وسیع نبرد، وارد کرد. هرچند بسیاری از تحلیل‌گران شیوه عملیاتی عراق را بر گرفته از سبک شوروی توصیف می‌کنند اما آن‌ها در واقع بسیار بیشتر تحت تأثیر نظریات جنگی بریتانیایی قرار داشتند هرچند ارتش عراق تقریباً به‌طور کامل با تانک‌ها، نفربرها، و توپخانهٔ روسی تجهیز شده بود.

## طرح عملیات
ارتش عراق به‌منظور دسته‌بندی قوای زمینی ارتش برای شروع پیشروی در خاک ایران، نیروی خود را به سه جبههٔ شمالی، میانی، جنوبی تقسیم کرده بود.

### جبههٔ شمالی
جبههٔ شمالی اشاره به محدوده‌ای از نوار مرزی غربی ایران دارد که از جنوب دربندیخان شرع شده و تا اشنویه ادامه می‌یافت. از لحاظ جغرافیای استانی، این منطقه شامل بخشی از استان‌های آذربایجان غربی و کردستان ایران است.
با شروع جنگ ۸ ساله، این منطقه مورد هجوم سپاه اول عراق (مشتمل بر ۲ لشکر پیاده) قرار گرفت. این سپاه، احتیاط ارتش عراق به‌شمار می‌رفت و در جبههٔ شمالی به‌دلیل حضور گروه‌های مخالف حکومت جمهوری اسلامی، و جدایی‌طلبان و تسلط آنان در نقاط مرزی، عملاً تحرک عمده‌ای نداشت. در این جبهه تنها لشکر ۷ پیاده با پیشروی خود ارتفاعات مرزی مریوان و شهر نوسود را به تصرف خود درآورد.

### جبههٔ میانی
جبههٔ میانی اشاره به محدوده‌ای از نوار مرزی غربی ایران دارد که از جنوب منطقه مهران شروع شده تا جنوب دربندیخان ادامه می‌یافت. از لحاظ جغرافیای استانی، این منطقه، شامل بخش‌هایی از استان‌های ایلام و کرمانشاه بود و راه استراتژیک اتصال شهرهای قصر شیرین به سرپل ذهاب و کرمانشاه در آن قرار داشت. یکی از اهداف عراق از تصرف این مناطق، در اختیار داشتن ارتفاعات، سرکوب و در امان نگاه داشتن بغداد از آتش توپخانهٔ ایران بوده است.
با شروع جنگ، سپاه دوم عراق (مشتمل بر ۲ لشکر زرهی و ۳ لشکر پیاده) موظف به پیشروی از این منطقه گردید. لشکر ۶ زرهی عراق هجوم خود را در محور قصر شیرین-سرپل ذهاب آغاز کرد. با مسدود ساختن جادهٔ سرپل ذهاب-قصرشیرین و تکمیل محاصره، پس از ۵ روز قصر شیرین سقوط کرد و نیروهای عراقی وارد شهر شدند. با پیشروی لشکر ۴ پیادهٔ عراق، گیلانغرب دومین شهر هدف در جبههٔ میانی برای تصرف بود که با مقاومت نیروهای مردمی و پاسداران موفق به تصرف شهر نشد و در ارتفاعات اطراف شهر مستقر شد. لشکر ۱۲ زرهی عراق موفق شد با عبور از تنگهٔ میان‌تنگ، شهرهای سومار و نفت‌شهر را به تصرف درآورد. مهران چهارمین شهر مهم جبههٔ میانی بود که ارتش عراق توسط لشکر ۲ پیاده موفق به تسخیر آن گردید.

### جبههٔ جنوبی

جبههٔ جنوبی اشاره به محدوده‌ای از نوار مرزی جنوب غربی ایران دارد که از منطقهٔ جنوب مهران شروع شده و تا آبادان و راس البیشه ادامه می‌یافت. از لحاظ جغرافیای استانی، این منطقه شامل بخش‌هایی از استان‌های ایلام و خوزستان است. تمرکز اصلی قوای نظامی عراق در این منطقه قرار داشت. از مهم‌ترین شهرهای هدف عراق در این جبهه می‌توان به دزفول، اندیمشک، اهواز، سوسنگرد، خرمشهر، آبادان و شوشتر اشاره کرد.
هدف اولیهٔ جبههٔ جنوبی ارتش عراق، تصرف برق‌آسای شهر مرزی خرمشهر و پس از آن آبادان، اهواز، دزفول و سوسنگرد بود. عراق کسب این هدف را یک پیروزی استراتژیک برای خود تلقی می‌کرد.
با شروع جنگ، سپاه سوم ارتش عراق (۳ لشکر زرهی و ۲ لشکر مکانیزه) هجوم خود را از چند محور آغاز کرد. لشکر ۱۰ زرهی ارتش عراق توانست در طی ۶ روز ۸۰ کیلومتر به داخل مرز ایران پیشروی کند و نیروهایش را در غرب رودخانه کرخه مستقر کند. لشکر ۱ مکانیزهٔ عراق نیز با وجود مقاومت‌های مردمی توانست ۱ هفته بعد در غرب کرخه مستقر شود. لشکر ۹ زرهی عراق با تصرف شهرهای بستان (دشت آزادگان) و سوسنگرد و ارتفاعات الله‌اکبر، پیشروی خود را به سمت اهواز ادامه داد. لشکر ۵ مکانیزهٔ عراق پس از تصرف پادگان حمید و قطع جاده خرمشهر-اهواز، در ۱۵ کیلومتری جنوب غربی اهواز استقرار یافت. از طرفی با عبور لشکر ۳ زرهی از رودخانه کارون و قطع جاده آبادان-اهواز محاصره خرمشهر و آبادان تکمیل گردید.
ولی سه ستون زرهی عراقی که برای تصرف خرمشهر اعزام شده بودند با مقاومت ناهماهنگ و خودجوش مردم این شهر مواجه شدند و در کمین حدود ۳۰۰۰ غیرنظامی‌ای افتادند که سلاح‌های ناچیزی همچون تفنگ ام۱ گرند، نارنجک و کوکتل مولوتف در مقابل تجاوز ارتش عراق مقاومت می‌کردند. بیشتر نیروهای مقاومت خرمشهر با وجود آموزش نظامی ناچیز، انگیزهٔ بسیار زیادی برای جنگیدن داشتند. این نیروها موفق شدند جلوی پیشروی سریع ارتش عراق را بگیرند و عراق در همان مرحلهٔ اول جنگ، در رسیدن به اهداف خود ناکام ماند و درگیر یک نبرد خانه به خانه در کوچه‌های خرمشهر شد. تصرف خرمشهر ۳۴ روز به طول انجامید و در این درگیری‌ها عراقی‌ها ۵۰۰۰ کشته دادند و پس از آن نیز عراق به مدت سه هفته درگیر نبردهای خیابانی با گردان تکاوران دریایی بوشهر در این شهر بود. در ایران برای مدت‌ها خرمشهر را به احترام مقاومت و نبرد شهروندان این شهر، «خونین‌شهر» نامیده می‌شد. سرانجام با ملحق شدن نیروهای تازه‌نفس لشکر ۱۱ پیاده عراق به نیروهای محاصره‌کنندهٔ درگیر در خرمشهر، این شهر سقوط کرد.

## پدافند ایران
در جریان حملهٔ عراق به شرق کارون در اواخر مهرماه، نیروی هوایی و هوانیروز ایران با وجود مشکلات اطلاعاتی برای هدف‌گیری، رخنه‌هایی در مواضع عراقی پدیدآورد و بسیاری از خودروهای عراقی را نابود کردند. در این حمله بخش‌هایی از سپاه پنجم مکانیزه و سپاه ششم زرهی عراق با ایجاد سرپل کوچکی در بخش شرقی رود در نزدیکی دارخوین مسیرهای تدارکاتی ایران را در معرض تهدید قرار دادند. آن‌ها از این نقطه می‌توانستند به سمت شمال و شرق پیشروی کرده و دزفول را به محاصره درآورند.
در اواخر مهر نیز یک اسکادران اف-۱۴ برتری هوایی را بر فراز میدان جنگ در خوزستان تأمین کرده و با سرنگون کردن حدود ۱۲ جنگندهٔ عراقی تنها در دو روز به نیروهای ایرانی اجازه داد تا پدافند هوایی عراق در منطقه را که شامل چندین پایگاه سام-۶ می‌شد پاکسازی کرده و شبکهٔ تدارکاتی عراق را منهدم کنند.
در میان واحدهای نیروی زمینی ارتش ایران در هفتهٔ اول حملهٔ عراق به ایران، تنها سرهنگ هوشنگ عطاریان در جبههٔ غرب کشور بود که با اتخاذ تاکتیک عملیاتی ضدحمله در روز هشتم از شروع جنگ توانست ارتش عراق را از خاک ایران بیرون نماید، در گزارش جنگی جمهوری اسلامی در آن روزها آمده است:
«بعدازظهر امروز هوشنگ عطاریان فرماندهٔ نیروی زمینی ارتش در جبههٔ غرب کشور، قصر شیرین را باز پس ستاند و در جبههٔ غرب کشور، ۸۰ تانک عراقی را نابود کردند و نیروهای ما رادیو و تلویزیون را باز پس گرفتند.»